# Ishai Setton
Pour les articles homonymes, voir Setton.
Ishai Setton, né à Allentown, en Pennsylvanie, est un réalisateur, monteur et producteur américain.
Diplômé de la Tisch School of the Arts de New York en 2002, il travaille à la fois pour le cinéma et la télévision.

## Biographie
Ishai Setton fait ses débuts en tant que réalisateur en 2006 avec The Big Bad Swim, une comédie dramatique indépendante qui se concentre sur un groupe de personnes dont chacune a peur de l'eau et qui rejoignent un cours de natation pour adultes. The Big Bad Swim est créé au Tribeca Film Festival le 26 avril 2006. Le film reçoit une réponse généralement positive et remporte plusieurs prix dans des festivals de cinéma.
En 2012, Setton réalise 3 Days of Normal (en), avec dans les rôles principaux Mircea Monroe et Jace Mclean. La même année, il réalise The Kitchen, une comédie dramatique indépendante écrite par Jim Beggarly et mettant en vedette Laura Prepon, Bryan Greenberg et Dreama Walker. Le film sort le 14 août 2012 au Gen Art Film Festival.
En tant que monteur, Ishai Setton monte Artifact (2012), un film documentaire réalisé par Jared Leto. Il travaille également comme monteur sur plusieurs séries télévisées américaines : Glee, Scream Queens, Star et Empire.

## Filmographie partielle

### Au cinéma

#### Réalisation
- 2002 : Dinerama 2000 (court métrage)
- 2003 : Walter and the Terrible, Horrible, No Good, Very Bad Life (court métrage)
- 2005 : The Butcher and the Housewife (court métrage)
- 2006 : The Big Bad Swim
- 2009 : Life Without Green (court métrage)
- 2012 : 3 Days of Normal (en)
- 2012 : The Kitchen

#### Montage
- 2005 : The Butcher and the Housewife (court métrage)
- 2009 : Our Time
- 2010 : 30 Seconds to Mars : Closer to the Edge (clip musical)
- 2012 : Artifact de Jared Leto
- 2013 : Raising an Olympian (court métrage)
- 2022 : Sneakerella
- 2022 : Nos cœurs meurtris

#### Production
- 2001 : Help Wanted (court métrage)
- 2002 : Ocho candelas
- 2003 : Walter and the Terrible, Horrible, No Good, Very Bad Life (court métrage)
- 2003 : The Good Life (court métrage, producteur consultant)
- 2005 : The Butcher and the Housewife (court métrage)
- 2006 : The Big Bad Swim
- 2008 : Not Without My Dog (court métrage, producteur consultant)
- 2009 : Our Time
- 2011 : The Potstickers (court métrage)
- 2012 : The Kitchen
- 2015 : Already Tomorrow in Hong Kong

### À la télévision

#### Réalisation
- 2015 : Empire (série télévisée, 1 épisode)

#### Montage
- 2012 : Raising an Olympian (série télévisée)
- 2014 : Glee (série télévisée, 2 épisodes)
- 2015 : Scream Queens (série télévisée, 4 épisodes)
- 2015 : Empire (série télévisée, 29 épisodes)
- 2016 : Star (série télévisée)
- 2020 : Truth Be Told : Le Poison de la vérité (série télévisée, 2 épisodes)
- 2021 : American Horror Stories (série télévisée, 1 épisode)
- 2023 : Mayor of Kingstown (série télévisée, 1 épisode)
- 2023 : Opérations Spéciales : Lioness (Special Ops: Lioness, série télévisée, 4 épisodes)

## Récompenses et distinctions
- (en) Ishai Setton: Awards, sur l'Internet Movie Database